# Höjd över ellipsoiden
Höjd över ellipsoiden, avstånd från en referensellipsoid till en GPS-mottagare, mätt längs normalen från denna GPS-mottagaren till referensellipsoiden.
Här är referensellipsoiden en bestämd ellipsoiden med medelpunkt i jordens centrum som är vald så att den så nära som möjligt följer geoiden.
Vid mätning med GPS så erhålls just höjd över ellipsoiden, vilket avviker till höjd över havet med mellan -100 och +80 meter. (I Sverige är avvikelsen mellan +20 och +40 meter). Denna avvikelse är geoidhöjd, avståndet från ellipsoiden till geoiden, mätt längs ellipsoidnormalen.
Höjd över ellipsoiden skall inte benämnas ellipsoidhöjd.